# Cronologia da pandemia de COVID-19 no México
Este artigo documenta a cronologia da pandemia de COVID-19 no México.

## Cronologia

### Fevereiro de 2020
- 28 de fevereiro: O México registra o primeiro caso de uma pessoa infectada com o novo coronavírus, tornando-se o segundo país da América Latina após o Brasil.[1]

### Março de 2020
- 18 de março: O Mininstério da Saúde do México confirma a primeira morte causada pelo novo coronavírus no país. O paciente, que é um homem de 41 anos e diabético sem histórico de viagens, apresentou sintomas da doença por uma semana.[2][3]
- 23 de março: A Cidade do México anuncia o fechamento de bares, clubes, zoológicos, saunas, academias e cinemas e também a suspensão de manifestações em massa.[4]
- 30 de março: O México declara emergência de saúde e emite regras mais rígidas para conter o novo coronavírus.[5]

### Abril de 2020
- 22 de abril: O número de casos confirmados do novo coronavírus no México ultrapassa 10.000, registrado pelas autoridades de saúde do país.[6][7]
- 23 de abril: O número de mortes causadas pelo novo coronavírus no México ultrapassa 1.000, registrado pelo Ministério da Saúde do país.[8]

### Maio de 2020
- 16 de maio: O número de mortes causadas pelo novo coronavírus no México ultrapassa 5.000, registrado pelo Ministério da Saúde do país.[9]
- 18 de maio: O número de casos confirmados do novo coronavírus no México ultrapassa 50.000, registrado pelas autoridades de saúde do país.[10]

### Junho de 2020
- 1 de junho: O número de mortes causadas pelo novo coronavírus no México ultrapassa 10.000, registrado pelo Ministério da Saúde do país.[11][12]
- 3 de junho: O número de casos confirmados do novo coronavírus no México ultrapassa 100.000, registrado pelas autoridades de saúde do país. O México torna-se o 14° país do mundo a superar a mesma marca dos casos.[13][14]
- 19 de junho: O número de mortes causadas pelo novo coronavírus no México ultrapassa 20.000, registrado pelo Ministério da Saúde do país. O México torna-se o segundo país da América Latina a atingir essa marca depois do Brasil.[15][16]
- 25 de junho: O número de casos confirmados do novo coronavírus no México ultrapassa 200.000, registrado pelo Departamento de Saúde do país.[17]

### Julho de 2020
- 4 de julho: O número de mortes causadas pelo novo coronavírus no México ultrapassa 30.000, registrado pelo Ministério da Saúde do país. O México supera a França e torna-se o quinto país do mundo com o maior número de mortes de infecção.[18][19]
- 12 de julho: O México torna-se o quarto país do mundo com o maior número de mortes causadas pelo novo coronavírus, superando a Itália.[20][21]
- 14 de julho: O número de casos confirmados do novo coronavírus no México ultrapassa 300.000, registrado pelo Ministério de Saúde do país.[22]
- 21 de julho: O número de mortes causadas pelo novo coronavírus no México ultrapassa 40.000, registrado pelo Ministério da Saúde do país.[23][24]
- 31 de julho: O México supera o Reino Unido e torna-se o terceiro país do mundo com o maior número de mortes do novo coronavírus, com apenas os Estados Unidos e o Brasil.[25][26]

### Agosto de 2020
- 6 de agosto: O número de mortes causadas pelo novo coronavírus no México ultrapassa 50.000, registrado pelo Ministério da Saúde do país.[27]
- 13 de agosto: O número de casos confirmados do novo coronavírus no México ultrapassa 500.000, registrado pelo Ministério da Saúde do país. O México torna-se o oitavo país do mundo em número total de contágios.[28][29]
- 14 de agosto: O México declara pela primeira vez durante a pandemia um dos estados do país, Campeche, na costa do Golfo, como a área de risco médio ou moderado, "Amarelo".[30]
- 22 de agosto: O número de mortes causadas pelo novo coronavírus no México ultrapassa 60.000, registrado pelo Ministério da Saúde do país.[31]
- 28 de agosto: O Ministério da Saúde do México declara outros 9 estados como áreas de risco moderado, de acordo com o sistema nacional de codificação de quatro cores relacionado à situação da pandemia do novo coronavírus em cada estado.[30]

### Setembro de 2020
- 3 de setembro: Uma análise da Anistia Internacional revela que pelo menos 1.320 profissionais da saúde morreram do novo coronavírus apenas no México, o maior número do mundo.[32]
- 11 de setembro: As autoridades de saúde do México informam pela primeira vez desde o início da pandemia no país que nenhum estado está no nível de risco mais alto do novo coronavírus, "Vermelho".[30]
- 11 de setembro: O número de mortes causadas pelo novo coronavírus no México ultrapassa 70.000, registrado pelas autoridades de saúde do país.[33]
- 25 de setembro: As autoridades de saúde do México informam que Campeche torna-se o primeiro estado mexicano a atingir o nível de risco mais baixo do novo coronavírus, "Verde".[30]

### Outubro de 2020
- 5 de outubro: O número de mortes causadas pelo novo coronavírus no México ultrapassa 80.000, registrado pelo Ministério da Saúde do país.[34]
- 13 de outubro: O presidente do México, Andrés Manuel López Obrador, assina um acordo inicial com as empresas farmacêuticas AstraZeneca do Reino Unido, Pfizer dos Estados Unidos e CanSino Biologics da China para garantir 146 milhões de doses de uma vacina contra COVID-19.[35]
- 27 de outubro: O número de casos confirmados do novo coronavírus no México ultrapassa 900.000, registrado pelo Ministério da Saúde do país.[36]
- 28 de outubro: O número de mortes causadas pelo novo coronavírus no México ultrapassa 90.000, registrado pelo Ministério da Saúde do país.[37]

### Novembro de 2020
- 14 de novembro: O número de casos confirmados do novo coronavírus no México ultrapassa um milhão, registrado pelo Ministério da Saúde do país.[38]
- 19 de novembro: O número de mortes causadas pelo novo coronavírus no México ultrapassa 100.000, registrado pelo Ministério da Saúde do país. O México torna-se o quarto país do mundo a superar essa marca de mortes da doença.[39][40][41]

### Dezembro de 2020
- 11 de dezembro: O México torna-se o primeiro da América Latina e o quarto país do mundo a aprovar o uso emergencial da vacina contra COVID-19, desenvolvida pela farmacêutica Pfizer dos Estado Unidos e pela empresa de biotecnologia BioNTech da Alemanha.[42]
- 23 de dezembro: O México torna-se o primeiro país da América Latina a receber a vacina contra COVID-19, produzida pela farmacêutica Pfizer dos Estado Unidos e pela empresa de biotecnologia BioNTech da Alemanha.[43]
- 24 de dezembro: O México começa a vacinação em massa contra o novo coronavírus, junto com os países da América Latina, Chile e Costa Rica.[44]

### Janeiro de 2021
- 24 de janeiro: O presidente do México, Andrés Manuel López Obrador, anuncia que testou positivo para COVID-19 e apresentou sintomas leves.[45]
- 25 de janeiro: O número de mortes causadas pelo novo coronavírus no México ultrapassa 150.000, registrado pelo Ministério da Saúde do país.[46]
- 28 de janeiro: O México torna-se o terceiro país do mundo com maior número de mortes causadas pelo novo coronavírus, ultrapassando a Índia.[47][48]

### Fevereiro de 2021
- 3 de fevereiro: O governo do México aprova o uso emergencial da vacina russa Sputnik V contra a COVID-19, tornando-se o primeiro país da América do Norte e o 17° do mundo a registrar a substância.[49]
- 15 de fevereiro: O governo do México começa a vacinação contra a COVID-19 para os idosos de mais de 60 anos.[50]
- 16 de fevereiro: O número de casos confirmados do novo coronavírus no México ultrapassa 2 milhões, registrado pelo Ministério da Saúde do país.[51]

### Março de 2021
- 19 de março: O presidente do México, Andrés Manuel López Obrador, agradece seu homólogo dos Estados Unidos Joe Biden pela decisão de enviar 2,7 milhões de doses de vacinas contra a COVID-19 do laboratório AstraZeneca.[52]
- 25 de março: O número de mortes causadas pelo novo coronavírus no México ultrapassa 200.000, registrado pelo Ministério da Saúde do país. O México torna-se o terceiro país do mundo a registrar essa marca de mortes causada pela doença, depois dos Estados Unidos e do Brasil, de acordo com a Universidade Johns Hopkins.[53][54][55]

### Abril de 2021
- 5 de abril: O presidente do México, Andrés Manuel López Obrador, diz que não receberá a vacina contra COVID-19.[56]
- 20 de abril: Depois de responder a perguntas de repórteres durante sua entrevista coletiva diária no Palácio Nacional, o presidente do México, Andrés Manuel López Obrador, recebe a primeira dose da vacina da AstraZeneca contra COVID-19.[57]

### Maio de 2021
- 3 de maio: O México torna-se o quarto país do mundo com mais mortes causadas pelo novo coronavírus, sendo superado pela Índia, de acordo com os dados da Universidade Johns Hopkins e do Our World in Data.[58]

### Agosto de 2021
- 11 de agosto: O número de casos confirmados do novo coronavírus no México ultrapassa 3 milhões, registrado pelo Ministério da Saúde do país.[59][60]
- 18 de agosto: O número de mortes causadas pelo novo coronavírus no México ultrapassa 250.000, registrado pelo Ministério da Saúde do país.[61][62]

### Dezembero de 2021
- 3 de dezembro: O primeiro caso da variante Omicron do coronavírus é confirmado no México.[63]
- 9 de dezembro: O estoque mexicano de vacinas não utilizadas ultrapassa 50 milhões de doses, de acordo com dados do Ministério da Saúde do país.[64]
- 29 de dezembro: O Conselho de Segurança Sanitária do México aprova o uso da vacina de três doses Abdala, de Cuba, contra a COVID-19.[65]

### Janeiro de 2022
- 7 de janeiro: O número de mortes causadas pelo novo coronavírus no México ultrapassa 300.000, registrado pelo Ministério da Saúde do país.[66][67]
- 9 de janeiro: O primeiro caso de coinfecção de COVID-19 e Influenza, apelidada de Flurona, é confirmado no México.[68]